# Zadadrina metallica
Zadadrina metallica är en fjärilsart som beskrevs av Sergius G. Kiriakoff 1954. Zadadrina metallica ingår i släktet Zadadrina och familjen björnspinnare. Inga underarter finns listade i Catalogue of Life.